# Franck Mailleux

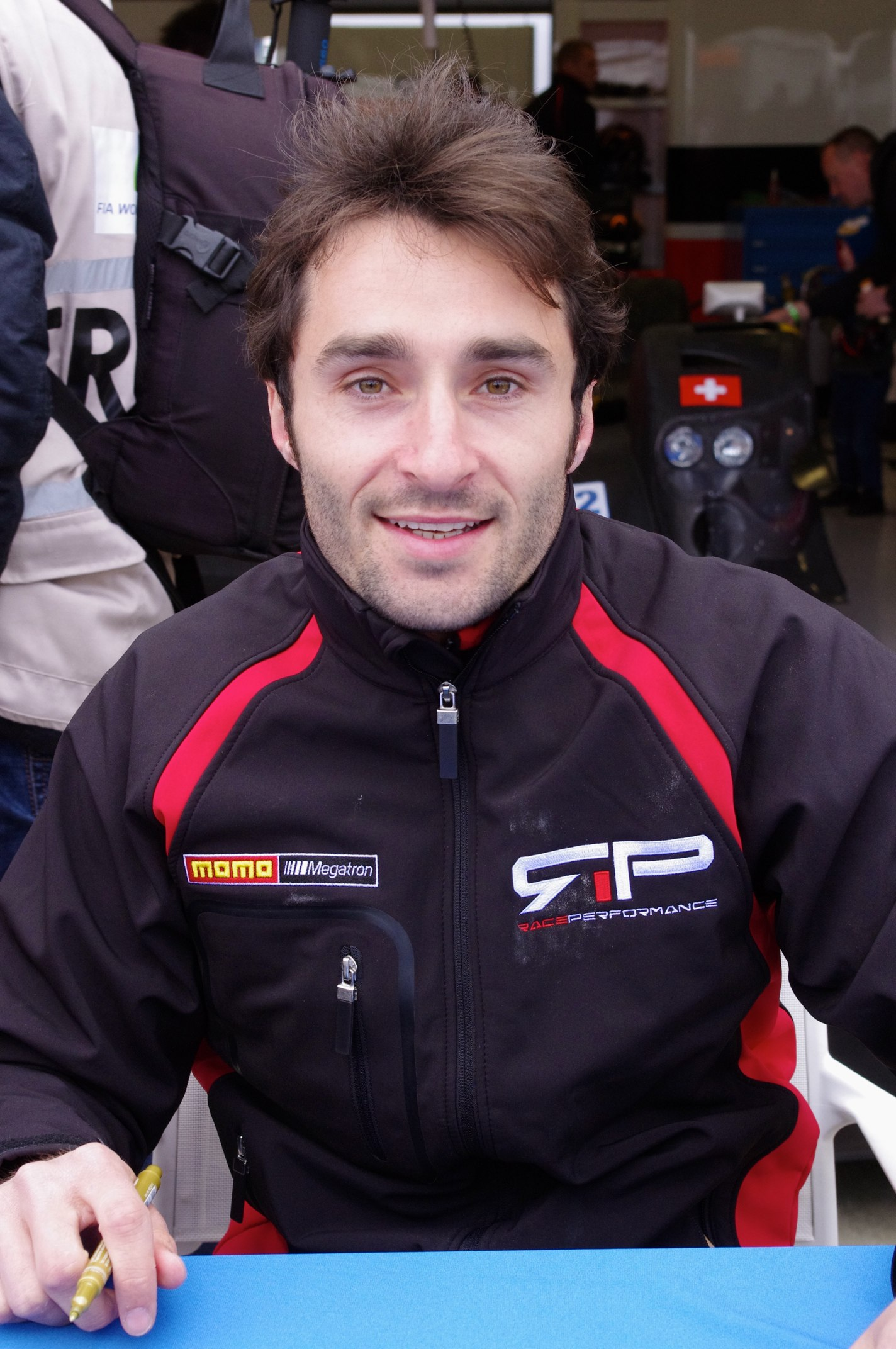
Franck Mailleux 2014

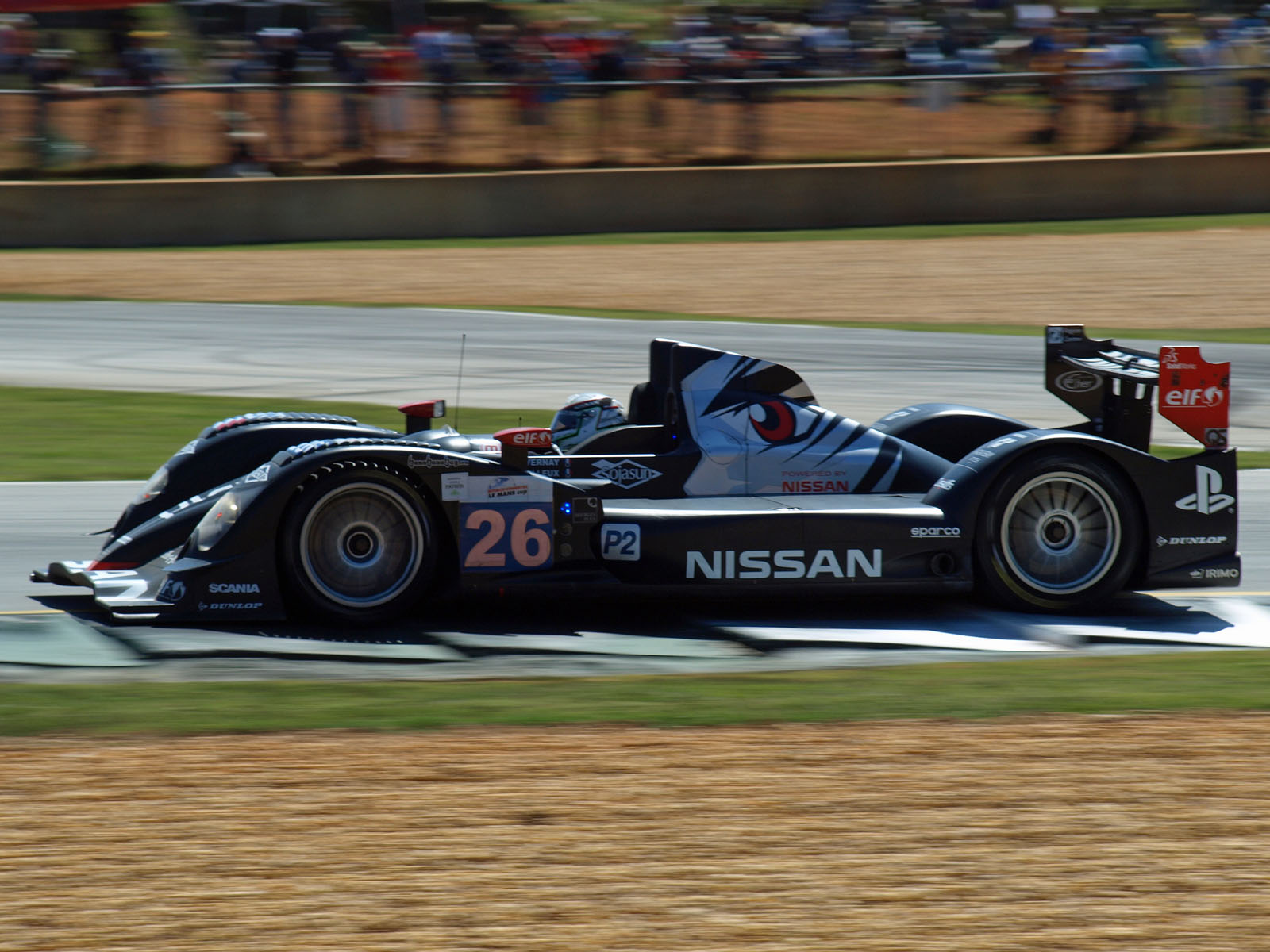
Franck Mailleux in einem Oreca 03, beim Petit Le Mans 2011

Franck Mailleux (* 27. Mai 1985 in Saint-Malo) ist ein französischer Rennfahrer.

## Karriere
Mailleux begann seine Motorsportkarriere 1998 im Kartsport, den er bis 2002 ausübte. 2003 wechselte der junge Franzose in die französische Formel Renault, in der er bis 2005 aktiv war. Seine beste Gesamtplatzierung erreichte Mailleux in der Saison 2005, in der er mit einem Rennsieg Fünfter in der Gesamtwertung wurde. Außerdem startete er in den drei Jahren bei einigen Rennen des Formel Renault 2.0 Eurocups. 2006 wechselte der Nachwuchsrennfahrer zu Manor Motorsport in die britische Formel Renault und wurde Zehnter in der Gesamtwertung. In der darauf folgenden Winterserie dieser Formel sicherte sich Mailleux mit vier Siegen in vier Rennen den Meistertitel.
2007 blieb Mailleux bei Manor Motorsport und wagte den Sprung in die Formel-3-Euroserie. Mit einem Sieg belegte er den siebten Platz in der Gesamtwertung. In der Saison 2008 wechselte Mailleux zu Signature-Plus und bestritt seine zweite Saison in der Formel-3-Euroserie. Er gewann ein Rennen in Brands Hatch und wurde Zehnter im Gesamtklassement.

## Statistik

### Karrierestationen
- 1998–2002: Kartsport
- 2003: Französische Formel Renault (Platz 19)
- 2004: Französische Formel Renault (Platz 13)
- 2005: Französische Formel Renault (Platz 5)
- 2006: Britische Formel Renault (Platz 10)
- 2007: Winterserie der britischen Formel Renault (Meister); Formel-3-Euroserie (Platz 7)
- 2008: Formel-3-Euroserie (Platz 10)

### Le-Mans-Ergebnisse
| Jahr | Team               | Fahrzeug                | Teamkollege        | Teamkollege       | Platzierung | Ausfallgrund |
| ---- | ------------------ | ----------------------- | ------------------ | ----------------- | ----------- | ------------ |
| 2009 | Signature Plus     | Courage-Oreca LC70E     | Pierre Ragues      | Didier André      | Rang 11     |              |
| 2010 | Signature-Plus     | Lola-Aston Martin LMP1  | Pierre Ragues      | Vanina Ickx       | Ausfall     | Unfall       |
| 2011 | Signatech Nissan   | Oreca 03                | Lucas Ordoñez      | Soheil Ayari      | Rang 9      |              |
| 2012 | Signatech Nissan   | Oreca 03                | Jordan Tresson     | Olivier Lombard   | Rang 16     |              |
| 2013 | Morand Racing      | Morgan LMP2             | Natacha Gachnang   | Olivier Lombard   | Rang 12     |              |
| 2014 | Race Performance   | Oreca 03                | Michel Frey        | Jon Lancaster     | Rang 13     |              |
| 2021 | Glickenhaus Racing | Glickenhaus SCG 007 LMH | Luís Felipe Derani | Olivier Pla       | Rang 4      |              |
| 2022 | Glickenhaus Racing | Glickenhaus SCG 007 LMH | Richard Westbrook  | Ryan Briscoe      | Rang 3      |              |
| 2023 | Glickenhaus Racing | Glickenhaus SCG 007 LMH | Nathanaël Berthon  | Esteban Gutiérrez | Rang 7      |              |

### Sebring-Ergebnisse
| Jahr | Team             | Fahrzeug | Teamkollege    | Teamkollege     | Platzierung | Ausfallgrund |
| ---- | ---------------- | -------- | -------------- | --------------- | ----------- | ------------ |
| 2011 | Signatech Nissan | Oreca 03 | Lucas Ordoñez  | Soheil Ayari    | Rang 30     |              |
| 2012 | Signatech Nissan | Oreca 03 | Jordan Tresson | Olivier Lombard | Ausfall     | Defekt       |

### Einzelergebnisse in der FIA-Langstrecken-Weltmeisterschaft
| Saison | Team               | Rennwagen           | 1   | 2   | 3   | 4   | 5   | 6   | 7   | 8   |
| ------ | ------------------ | ------------------- | --- | --- | --- | --- | --- | --- | --- | --- |
| 2012   | Signatech Alpine   | Oreca 03            | SEB | SPA | LEM | SIL | SAO | BAH | FUJ | SHA |
| 2012   | Signatech Alpine   | Oreca 03            | DNF | 33  | 16  | DNF | DNF | 7   | 15  | 11  |
| 2013   | Morand Racing      | Morgan LMP2         | SIL | SPA | LEM | SAO | AUS | FUJ | SHA | BAH |
| 2013   | Morand Racing      | Morgan LMP2         | 12  |     |     |     |     |     |     |     |
| 2014   | Race Performance   | Oreca 03            | SIL | SPA | LEM | AUS | FUJ | SHA | BAH | SAO |
| 2014   | Race Performance   | Oreca 03            | 13  |     |     |     |     |     |     |     |
| 2021   | Glickenhaus Racing | Glickenhaus 007 LMH | SPA | POR | MON | LEM | BAH | BAH |     |     |
| 2021   | Glickenhaus Racing | Glickenhaus 007 LMH |     |     | DNF | 4   |     |     |     |     |
| 2022   | Glickenhaus Racing | Glickenhaus 007 LMH | SEB | SPA | LEM | MON | FUJ | BAH |     |     |
| 2022   | Glickenhaus Racing | Glickenhaus 007 LMH | 3   |     |     |     |     |     |     |     |
| 2023   | Glickenhaus Racing | Glickenhaus 007 LMH | SEB | POR | SPA | LEM | MON | FUJ | BAH |     |
| 2023   | Glickenhaus Racing | Glickenhaus 007 LMH |     |     | 13  | 7   |     |     |     |     |